# Charaxes lecerfi
Charaxes lecerfi är en fjärilsart som beskrevs av Percy I. Lathy 1926. Charaxes lecerfi ingår i släktet Charaxes och familjen praktfjärilar. Inga underarter finns listade i Catalogue of Life.